# Echinogorgia multispinosa
Echinogorgia multispinosa är en korallart som beskrevs av Thomson och Henderson 1905. Echinogorgia multispinosa ingår i släktet Echinogorgia och familjen Plexauridae. Inga underarter finns listade i Catalogue of Life.